# Kolasib (distrikt)
Kolasib district är ett distrikt i Indien.   Det ligger i delstaten Mizoram, i den östra delen av landet, 1 600 km öster om huvudstaden New Delhi. Antalet invånare är 83 955. Arean är 1 382 kvadratkilometer. Kolasib district gränsar till Hailakandi.
Terrängen i Kolasib district är huvudsakligen kuperad, men åt sydost är den bergig.
Följande samhällen finns i Kolasib district:
- Kolasib